# خالد بن مهنا
خالد بن مهنا البطاشي (1921 - 2004 م)، شاعر وعالم وأديب عماني. ولد في قرية المسفاة وتوفي في مسقط ودفن في قريته. عمل في القضاء العُماني لفترات طويلة امتدت إلى حوالي خمسة وأربعون عاماً .

## النشأة
ولد خالد بن مهنا بن خنجر بن شامس بن خنجر بن شامس بن ناصر بن سيف بن فارس البطاشي، في 22 جمادى الاخرة 1340 هـ الموافق 1921 م ببلدة المسفاة التابعة لولاية قريات عمان بسلطنة عمان ووافته المنية ليلة يوم الاثنين 16 رجب 1425 هـ الموافق 29 أغسطس 2004 م.
يعد الشيخ خالد بن مهنا البطاشي أحد أعلام عمان، قضى حياة حافلة بالعلم والبحث في أمور الدين. عمل في مهنة القضاء قرابة 45 عاما تنقل خلالها في عدد من ولايات سلطنة عمان. كان شاعرا متقننا لجميع فنون الشعر من فقه ووصف ورثاء ومديح واخوانيات ومسابقات باستثناء الغزل والنسب. يمتاز شعره بالسلاسة والوضوح وعذوبة الألفاظ ولا يزال يتداوله عامة الناس وخاصتهم.

## حياته ومشواره العلمي
توفي والده وهو في سن التاسعة، ثم تربى في كنف عمه سيف بن خنجر البطاشي إلى سن التاسعة عشرة. درس القرآن الكريم وبعض المبادئ العلمية في قريته المسفاة. وفي شهر محرم من عام 1359 هـ الموافق 1940 م شد الرحال إلى مدينة نزوى (بيضة الإسلام) والتي كانت تغص بالعلماء والفقهاء ورجال الفضل في كنف الامام محمد بن عبد الله الخليلي ـ ـ فانضوى تحت لواء ذلك العلميّ ولازم الامام في مجالسه وأاسفاره وحضر مجالسه واحكامه فترة طويلة من الزمن. كما درس على يد العديد من المشايخ الفضلاء كالشيخ حامد بن ناصر النزويّ والشيخ العلامة منصور بن ناصر الفارسي والشيخ العلامة سفيان بن محمد الراشدي ـ رحمهم الله ـ وغيرهم من مشايخ العلم حيث تشرب من بحورهم الزاخرة ورشف من معين العلم الشريف بكافة فروعه من فقه وتفسير وحديث ونحو وصرف وبيان. كما بدأ خلال تلك الفترة بنظم الشعر.

## أعماله
تولى العمل في القضاء في عام 1370 هـ/1951 م حيث عين واليا وقاضيا بولاية دماء والطائيين ثم في ولاية سمائل عام 1372 هـ/1953 م ثم ولاية بدبد واليا وقاضيا عام 1374 هـ/1955 م ثم استقر به المقام في ولاية ابراء قاضيا في عام 1376 هـ/1957 م، ثم نقل إلى ولاية وادي بني خالد واليًا وقاضيًا. ثم أعيد في عام 1970 م إلى ولاية ابراء مرة أخرى واليا وقاضيا ولبث بها إلى عام 1393 هـ/1973 م، نقل منها إلى ولاية دماء والطائيين ثم إلى ولاية بهلاء واليا في عام 1395 هـ/1975 م، ثم نقلت خدماته إلى وزارة الأوقاف والشؤون الإسلامية قاضيا بديوان عام الوزارة ومارس في تلك الفترة وظائف منها عضوا بلجنة الاستئناف بوزارة العدل وبلجنة التظلمات ومستشارا قضائيا بوزارة شؤون الأراضي والبلديات.
في عام 1401 هـ/1981 م نقل قاضيا إلى محافظة ظفار وثبت بها إلى عام 1416 هـ/1995 م، عند احالته للتقاعد لأسباب صحية وظل بمنزله وكان كثير من الناس يقصده للسؤال في أمور دينهم وفي الإصلاح بين الناس حتى فارق الحياة بعد صراع طويل مع المرض ليلة الاثنين 16 رجب 1425 هـ/29 اغسطس 2004 م عن عمر ناهز الخامسة والثمانين ـ رحمة واسعة واسكنه فسيح جناته ـ.

## مشواره الفقهي والادبي
نظرا لكون الشيخ خاض بحر القضاء لمدة خمسة واربعين عاما متصلة فمن الطبيعي انه لم يتح له الوقت للتأليف، وكانت له رسائل وابحاث فقهية ضاعت بسبب الإهمال وقد كانت له محاولة لاختصار كتاب (المصنف) بحيث يحذف منه المتكرر ويشرح بعض المبهم منه ووصل إلى الجزء الخامس ولكنه لم يكمل التأليف بسبب المرض الذي عاناه وللأسف الشديد فإن المسودات التي كتبها لاقت مصير سابقاتها من ابحاثه ورسائله اما في المجال الأدبي فقد عرف عنه ـ ـ ان له حبا عميقا وذوقا رائعا في الأدب وكان شاعرا مكثرا طرق جميع فنون الشعر باستثناء الغزل والنسب فقد نظم في الفقه والوصف والرثاء والمدح والاخوانيات والمسابقات الأدبية وحقق مراكز متقدمة في المسابقات ويمتاز شعره بالسلاسة والوضوح وعذوبة الألفاظ وعدم الإطالة ولذلك فإن شعره موجود ومتداول لدى عامة الناس وخاصتهم. ولكن للأسف فإن كثيرا من شعره بل معظمه وخاصة ما ألفه في شبابه ضاع وتفرق بسبب الإهمال والذي يعد السبب الرئيسي في ضياع معظم الإنتاج الشعري العماني في العصر الحديث.

## نماذج شعرية
من نماذج شعره قوله في وصول الموكب السامي للسلطان قابوس بن سعيد إلى صلالة:
ومن شعره قصيدته لما كان في بعثة الحج العماني عام 1399 هـ:
ومن شعره أيضا هذه القصيدة في وصف الطبيعة بمحافظة ظفار: